# Liste der Länderspiele der anguillanischen Fußballnationalmannschaft

Logo des Verbandes AFA

Diese Liste enthält alle offiziellen und inoffiziellen Länderspiele der anguillanischen Fußballnationalmannschaft der Männer.

## 1991 bis 2000
| Nr. | Datum      | Ergebnis | Gegner                         |   | Austragungsort     | Anlass                             | Bemerkungen                                               |
| --- | ---------- | -------- | ------------------------------ | - | ------------------ | ---------------------------------- | --------------------------------------------------------- |
| 1   | 14.05.1991 | 1:1      | Montserrat                     | * | Castries (LCA)     | Karibikmeisterschaft/Qualifikation | Erstes Länderspiel gegen Montserrat, erstes Unentschieden |
| 2   | 16.05.1991 | 0:6      | St. Lucia                      | A | Castries (LCA)     | Karibikmeisterschaft/Qualifikation | Erstes Länderspiel gegen St. Lucia, erste Niederlage      |
| 3   | 02.05.1992 | 0:3      | Kuba                           |   |                    | Karibikmeisterschaft/Qualifikation | Erstes Länderspiel gegen Kuba                             |
| 4   | 08.05.1992 | 0:5      | Kuba                           |   |                    | Karibikmeisterschaft/Qualifikation |                                                           |
| 5   | 04.04.1993 | 0:4      | Antigua und Barbuda            | H | The Valley         | Karibikmeisterschaft/Qualifikation | Erstes Länderspiel gegen Antigua und Barbuda              |
| XX  | 06.04.1993 | 0:1      | Sint Maarten                   | H | The Valley         | Karibikmeisterschaft/Qualifikation | Erstes Länderspiel gegen Sint Maarten                     |
| XX  | 04.03.1994 | 0:9      | Guadeloupe                     | * | (VIN)              | Karibikmeisterschaft/Qualifikation | Erstes Länderspiel gegen Guadeloupe                       |
| 6   | 06.03.1994 | 0:2      | St. Vincent und die Grenadinen | A | (VIN)              | Karibikmeisterschaft/Qualifikation | Erstes Länderspiel gegen St. Vincent und den Grenadinen   |
| 7   | 26.03.1995 | 2:3      | Montserrat                     | A | Woodlands (MSR)    | Karibikmeisterschaft/Qualifikation |                                                           |
| 8   | 02.04.1995 | 0:1      | Montserrat                     | H | The Valley         | Karibikmeisterschaft/Qualifikation |                                                           |
| 9   | 27.03.1996 | 0:8      | St. Kitts und Nevis            | A | Basseterre (SKN)   | Karibikmeisterschaft/Qualifikation | Erstes Länderspiel gegen St. Kitts und Nevis              |
| XX  | 29.03.1996 | 0:4      | Sint Maarten                   | * | Basseterre (SKN)   | Karibikmeisterschaft/Qualifikation |                                                           |
| XX  | 02.04.1997 | 0:3      | Sint Maarten                   | * | Roseau (DMA)       | Karibikmeisterschaft/Qualifikation |                                                           |
| 10  | 04.04.1997 | 2:4      | Britische Jungferninseln       | * | Roseau (DMA)       | Karibikmeisterschaft/Qualifikation | Erstes Länderspiel gegen die Britischen Jungferninseln    |
| 11  | 06.04.1997 | 0:5      | Dominica                       | A | Roseau (DMA)       | Karibikmeisterschaft/Qualifikation | Erstes Länderspiel gegen Dominica                         |
| 12  | 15.04.1998 | 1:14     | Grenada                        | * | Saint John’s (ATG) | Karibikmeisterschaft/Qualifikation | Erstes Länderspiel gegen Grenada                          |
| 13  | 17.04.1998 | 0:7      | Antigua und Barbuda            | A | Saint John’s (ATG) | Karibikmeisterschaft/Qualifikation |                                                           |
| 14  | 19.04.1998 | 0:14     | Guyana                         | * | Saint John’s (ATG) | Karibikmeisterschaft/Qualifikation | Erstes Länderspiel gegen Guyana, höchste Niederlage       |
| 15  | 25.02.2000 | 4:3      | Britische Jungferninseln       | A | Road Town (VGB)    | Freundschaftsspiel                 | Erster Sieg der Nationalmannschaft                        |
| 16  | 27.02.2000 | 0:5      | Britische Jungferninseln       | A | Road Town (VGB)    | Freundschaftsspiel                 |                                                           |
| 17  | 05.03.2000 | 1:3      | Bahamas                        | H | The Valley         | WM 2002/Qualifikation              | Erstes Länderspiel gegen die Bahamas                      |
| 18  | 19.03.2000 | 1:2      | Bahamas                        | A | Nassau (BAH)       | WM 2002/Qualifikation              |                                                           |

## 2001 bis 2010
| Nr. | Datum      | Ergebnis | Gegner                         |   | Austragungsort         | Anlass                             | Bemerkungen                                          |
| --- | ---------- | -------- | ------------------------------ | - | ---------------------- | ---------------------------------- | ---------------------------------------------------- |
| 20  | 08.02.2001 | 4:1      | Montserrat                     | * | Marigot (SMT)          | Karibikmeisterschaft/Qualifikation | Bislang höchster Sieg                                |
| XX  | 10.02.2001 | 1:3      | Saint-Martin                   | A | Marigot (SMT)          | Karibikmeisterschaft/Qualifikation | Erstes Länderspiel gegen Saint-Martin                |
| XX  | 06.06.2002 | 1:2      | Saint-Martin                   | A | Marigot (SMT)          | Freundschaftsspiel                 |                                                      |
| XX  | 23.06.2002 | 0:1      | Saint-Martin                   | A | Marigot (SMT)          | Freundschaftsspiel                 |                                                      |
| 21. | 06.07.2002 | 1:2      | Britische Jungferninseln       | A | Road Town (VGB)        | Freundschaftsspiel                 |                                                      |
| 22  | 19.03.2004 | 0:0      | Dominikanische Republik        | A | Santo Domingo (DOM)    | WM 2006/Qualifikation              | Erstes Länderspiel gegen die Dominikanische Republik |
| 23  | 21.03.2004 | 0:6      | Dominikanische Republik        | A | Santo Domingo (DOM)    | WM 2006/Qualifikation              |                                                      |
| 24  | 28.08.2004 | 0:1      | Antigua und Barbuda            | A | Saint John’s (ATG)     | Freundschaftsspiel                 |                                                      |
| 25  | 29.08.2004 | 1:0      | Antigua und Barbuda            | A | Saint John’s (ATG)     | Freundschaftsspiel                 |                                                      |
| 26  | 20.09.2006 | 3:5      | Antigua und Barbuda            | A | Saint John’s (ATG)     | Karibikmeisterschaft/Qualifikation |                                                      |
| 27  | 22.09.2006 | 1:6      | St. Kitts und Nevis            | * | Saint John’s (ATG)     | Karibikmeisterschaft/Qualifikation |                                                      |
| 28. | 24.09.2006 | 1:7      | Barbados                       | * | Saint John’s (ATG)     | Karibikmeisterschaft/Qualifikation | Erstes Länderspiel gegen Barbados                    |
| 29. | 06.02.2008 | 0:12     | El Salvador                    | A | San Salvador (SLV)     | WM 2010/Qualifikation              | Erstes Länderspiel gegen El Salvador                 |
| 30  | 26.03.2008 | 0:4      | El Salvador                    | * | Washington, D.C. (USA) | WM 2010/Qualifikation              |                                                      |
| 31  | 17.09.2008 | 1:3      | St. Vincent und die Grenadinen | * | Fort-de-France (MTQ)   | Karibikmeisterschaft/Qualifikation |                                                      |
| XX  | 19.09.2008 | 1:3      | Martinique                     | A | Fort-de-France (MTQ)   | Karibikmeisterschaft/Qualifikation | Erstes Länderspiel gegen Martinique                  |
| 32  | 18.09.2010 | 1:2      | Britische Jungferninseln       | A | Saint-Martin           | Freundschaftsspiel                 |                                                      |
| 33  | 02.10.2010 | 1:3      | Puerto Rico                    | A | Bayamón (PUR)          | Karibikmeisterschaft/Qualifikation | Erstes Länderspiel gegen Puerto Rico                 |
| 34  | 04.10.2010 | 1:4      | Cayman Islands                 | * | Bayamón (PUR)          | Karibikmeisterschaft/Qualifikation | Erstes Länderspiel gegen die Kaimaninseln            |
| 35  | 06.10.2010 | 2:1      | Saint-Martin                   | * | Bayamón (PUR)          | Karibikmeisterschaft/Qualifikation |                                                      |

## 2011 bis 2020
| Nr. | Datum      | Ergebnis | Gegner                         |   | Austragungsort        | Anlass                                | Bemerkungen                                                |
| --- | ---------- | -------- | ------------------------------ | - | --------------------- | ------------------------------------- | ---------------------------------------------------------- |
| 36  | 19.06.2011 | 0:0      | Amerikanische Jungferninseln   | H | The Valley            | Freundschaftsspiel                    | Erstes Länderspiel gegen die Amerikanischen Jungferninseln |
| 37  | 08.07.2011 | 0:2      | Dominikanische Republik        | A | San Cristóbal (DOM)   | WM 2014/Qualifikation                 |                                                            |
| 38  | 10.07.2011 | 0:4      | Dominikanische Republik        | A | San Cristóbal (DOM)   | WM 2014/Qualifikation                 |                                                            |
| 39  | 07.07.2012 | 0:1      | Britische Jungferninseln       | A | Road Town (VGB)       | Freundschaftsspiel                    |                                                            |
| 40  | 10.10.2012 | 0:2      | St. Kitts und Nevis            | A | Basseterre (SKN)      | Karibikmeisterschaft/Qualifikation    |                                                            |
| 41  | 14.10.2012 | 0:10     | Trinidad und Tobago            | * | Basseterre (SKN)      | Karibikmeisterschaft/Qualifikation    | Erstes Länderspiel gegen Trinidad und Tobago               |
| 42  | 03.09.2014 | 0:6      | Antigua und Barbuda            | A | St. John’s (ATG)      | Karibikmeisterschaft/Qualifikation    |                                                            |
| 43  | 05.09.2014 | 0:4      | St. Vincent und die Grenadinen | * | St. John’s (ATG)      | Karibikmeisterschaft/Qualifikation    |                                                            |
| 44  | 07.09.2014 | 0:10     | Dominikanische Republik        | * | St. John’s (ATG)      | Karibikmeisterschaft/Qualifikation    |                                                            |
| 45  | 23.03.2015 | 0:5      | Nicaragua                      | A | Managua (NIC)         | WM 2018/Qualifikation                 | Erstes Länderspiel gegen Nicaragua                         |
| 46  | 29.03.2015 | 0:3      | Nicaragua                      | H | The Valley            | WM 2018/Qualifikation                 |                                                            |
| 47  | 22.03.2016 | 0:7      | Guyana                         | A | Providence            | Karibikmeisterschaft/Qualifikation    |                                                            |
| 48  | 26.03.2016 | 0:4      | Puerto Rico                    | H | The Valley            | Karibikmeisterschaft/Qualifikation    |                                                            |
| 49  | 07.09.2018 | 0:5      | Französisch-Guayana            | H | The Valley            | CONCACAF Nations League/Qualifikation | Erstes Länderspiel gegen Französisch-Guayana               |
| 50  | 14.10.2018 | 0:6      | Nicaragua                      | * | Heredia (CRC)         | CONCACAF Nations League/Qualifikation |                                                            |
| 51  | 18.11.2018 | 1:1      | Bahamas                        | A | Nassau (BAH)          | CONCACAF Nations League/Qualifikation |                                                            |
| 52  | 22.03.2019 | 0:3      | Amerikanische Jungferninseln   | H | The Valley            | CONCACAF Nations League/Qualifikation |                                                            |
| 53  | 05.09.2019 | 0:10     | Guatemala                      | A | Guatemala-Stadt (GUA) | CONCACAF Nations League 2019–21       | Erstes Länderspiel gegen Guatemala                         |
| 54  | 12.10.2019 | 0:5      | Guatemala                      | H | The Valley            | CONCACAF Nations League 2019–21       |                                                            |
| 55  | 15.10.2019 | 2:3      | Puerto Rico                    | H | The Valley            | CONCACAF Nations League 2019–21       |                                                            |
| 56  | 19.11.2019 | 0:3      | Puerto Rico                    | A | Bayamón (PRI)         | CONCACAF Nations League 2019–21       |                                                            |

## 2021 bis 2030
| Nr. | Datum      | Ergebnis       | Gegner                         |   | Austragungsort           | Anlass                          | Bemerkungen                                          |
| --- | ---------- | -------------- | ------------------------------ | - | ------------------------ | ------------------------------- | ---------------------------------------------------- |
| 57  | 21.03.2021 | 0:0            | Amerikanische Jungferninseln   | * | Fort Lauderdale (USA)    | Freundschaftsspiel              |                                                      |
| 58  | 27.03.2021 | 0:6            | Dominikanische Republik        | * | Fort Lauderdale (USA)    | WM 2022/Qualifikation           |                                                      |
| 59  | 30.03.2021 | 0:1            | Barbados                       | * | Santo Domingo (DOM)      | WM 2022/Qualifikation           |                                                      |
| 60  | 02.06.2021 | 0:3            | Dominica                       | * | Santo Domingo (DOM)      | WM 2022/Qualifikation           |                                                      |
| 61  | 05.06.2021 | 0:13           | Panama                         | A | Panama-Stadt (PAN)       | WM 2022/Qualifikation           | Erstes Länderspiel gegen Panama                      |
| 62  | 27.01.2022 | 2:1            | Britische Jungferninseln       | * | Bisham (ENG)             | Freundschaftsspiel              |                                                      |
| 63  | 13.02.2022 | 2:1            | Saint-Martin                   | A | Quartier d’Orléans (MAF) | Freundschaftsspiel              |                                                      |
| 64  | 02.06.2022 | 0:0            | Dominica                       | H | The Valley               | CONCACAF Nations League 2022/23 |                                                      |
| 65  | 05.06.2022 | 1:1            | Dominica                       | * | Basseterre (KNA)         | CONCACAF Nations League 2022/23 |                                                      |
| 66  | 12.06.2022 | 0:2            | St. Lucia                      | A | Gros Islet (LCA)         | CONCACAF Nations League 2022/23 |                                                      |
| 67  | 04.03.2023 | 2:2            | Saint-Martin                   | H | The Valley               | Freundschaftsspiel              |                                                      |
| 68  | 24.03.2023 | 1:2            | St. Lucia                      | H | The Valley               | CONCACAF Nations League 2022/23 |                                                      |
| 69  | 07.09.2023 | 0:6            | Saint-Martin                   | H | The Valley               | CONCACAF Nations League 2023/24 |                                                      |
| 70  | 12.10.2023 | 0:2            | Bonaire                        | A | Rincon (BON)             | CONCACAF Nations League 2023/24 | Erstes Länderspiel gegen Bonaire                     |
| 71  | 16.10.2023 | 0:8            | Saint-Martin                   | * | Saint Peter’s (KNA)      | CONCACAF Nations League 2023/24 |                                                      |
| 72  | 18.11.2023 | 0:3            | Bonaire                        | H | The Valley               | CONCACAF Nations League 2023/24 |                                                      |
| 73  | 22.03.2024 | 0:0            | Turks- und Caicosinseln        | H | The Valley               | WM 2026/Qualifikation           | Erstes Länderspiel gegen die Turks- und Caicosinseln |
| 74  | 26.03.2024 | 1:1, 4:3 i. E. | Turks- und Caicosinseln        | A | Providenciales (TCA)     | WM 2026/Qualifikation           |                                                      |
| 75  | 08.06.2024 | 0:4            | Suriname                       | H | The Valley               | WM 2026/Qualifikation           | Erstes Länderspiel gegen Suriname                    |
| 76  | 11.06.2024 | 0:8            | Puerto Rico                    | A | Bayamón (PUR)            | WM 2026/Qualifikation           |                                                      |
| 77  | 04.09.2024 | 2:0            | Turks- und Caicosinseln        | A | Providenciales (TCA)     | CONCACAF Nations League 2024/25 |                                                      |
| 78  | 10.09.2024 | 0:1            | Belize                         | * | Providenciales (TCA)     | CONCACAF Nations League 2024/25 | Erstes Länderspiel gegen Belize                      |
| 79  | 09.10.2024 | 0:1            | Belize                         | A | Belmopan (BLZ)           | CONCACAF Nations League 2024/25 |                                                      |
| 80  | 12.10.2024 | 1:2            | Turks- und Caicosinseln        | * | Belmopan (BLZ)           | CONCACAF Nations League 2024/25 |                                                      |
| 81  | 18.04.2025 | 0:0            | Britische Jungferninseln       | H | The Valley               | Freundschaftsspiel              |                                                      |
| 82  | 20.04.2025 | 1:0            | Britische Jungferninseln       | H | The Valley               | Freundschaftsspiel              |                                                      |
| 83  | 01.06.2025 | 0:2            | Grenada                        | A | St. George's (GRD)       | Freundschaftsspiel              |                                                      |
|     | 04.06.2025 |                | St. Vincent und die Grenadinen |   |                          | WM 2026/Qualifikation           |                                                      |
|     | 07.06.2025 |                | El Salvador                    |   |                          | WM 2026/Qualifikation           |                                                      |